# Otto Tilmann
Otto Tilmann (* 17. August 1862 in Neuwied; † 12. Januar 1934 in Köln) war ein deutscher Chirurg und Hochschullehrer.

## Leben
Tilmann erhielt ab 1880 eine militärärztliche Ausbildung am Medizinisch-chirurgischen Friedrich-Wilhelms-Institut in Berlin. 1880 wurde er Mitglied des Pépinière-Corps Franconia. An der Friedrich-Wilhelms-Universität zu Berlin wurde er 1884 zum Dr. med. promoviert. An der Charité war er Assistent von Heinrich Adolf von Bardeleben und Franz König.
Tilmann erhielt 1897 ein Extraordinariat an der Königlichen Universität zu Greifswald und leitete die chirurgische Poliklinik. 1904 folgte er dem Ruf der 1904 gegründeten Kölner Akademie für praktische Medizin. Als Professor für Chirurgie trat er gleichzeitig eine Stelle als zweiter Oberarzt im Bürgerhospital sowie im Augustahospital an. 1908 wurde Tilmann Chefarzt und Leiter der Chirurgischen Klinik Lindenburg. 1911 zum Geheimen Medizinalrat ernannt,  wurde Tilmann 1919 Ordinarius an der Universität zu Köln. Für das akademische Jahr 1924/25 wurde er zu ihrem Rektor gewählt. 1926/27 war er Dekan der Medizinischen Fakultät. 1930 wurde er emeritiert.